# Tritella chibcha
Tritella chibcha is een vlokreeftensoort uit de familie van de Caprellidae. De wetenschappelijke naam van de soort is voor het eerst geldig gepubliceerd in 2006 door Guerra-García, Krapp-Schickel & Müller.